# Halaib
Hala'ib (arabsky: حلايب, anglicky: Halayeb), nebo Halaib, je přístav a město u Rudého moře, které se nachází v Halaibském trojúhelníku, což je 20 580 km² velké sporné území mezi Súdánem a Egyptem. Město leží na jižním cípu egyptské Riviéry u Rudého moře a severovýchodním rohu Súdánu a je v blízkosti zříceniny středověkého města Ajdháb. De facto má kontrolu nad oblastí egyptská vláda.

## Nejvyšší vrcholy
Nejvyšší vrcholy v okolí jsou Elba (1435 m), Šellal (1409 m), Šendib (1911 m) a Šendodai (1526 m).

## Klima
Je velmi vyrovnané, podobně jako v Marsá Alam, jsou zde především zimy daleko teplejší, než v severněji položených letoviscích či ve vnitrozemí. Léta jsou horká, maximální teploty ovšem naopak nedosahují tak extrémních hodnot, jako Hurghada či Asuán. Průměrná roční teplota je bezmála 28 °C.
| Hala'ib – podnebí           | Hala'ib – podnebí | Hala'ib – podnebí | Hala'ib – podnebí | Hala'ib – podnebí | Hala'ib – podnebí | Hala'ib – podnebí | Hala'ib – podnebí | Hala'ib – podnebí | Hala'ib – podnebí | Hala'ib – podnebí | Hala'ib – podnebí | Hala'ib – podnebí | Hala'ib – podnebí |
| Období                      | leden             | únor              | březen            | duben             | květen            | červen            | červenec          | srpen             | září              | říjen             | listopad          | prosinec          | rok               |
| --------------------------- | ----------------- | ----------------- | ----------------- | ----------------- | ----------------- | ----------------- | ----------------- | ----------------- | ----------------- | ----------------- | ----------------- | ----------------- | ----------------- |
| Nejvyšší teplota [°C]       | 31,4              | 40,7              | 29,7              | 42,8              | 46,6              | 45,4              | 44,5              | 44,5              | 45,0              | 40,0              | 35,4              | 34,0              | 46,6              |
| Průměrné denní maximum [°C] | 24,9              | 25,7              | 27,5              | 30,6              | 31,1              | 35,7              | 37,0              | 37,1              | 33,7              | 32,4              | 27,7              | 24,9              | 30,7              |
| Průměrná teplota [°C]       | 20,9              | 21,1              | 22,7              | 25,5              | 27,3              | 30,5              | 31,5              | 31,9              | 29,4              | 28,1              | 24,1              | 21,3              | 26,2              |
| Průměrné denní minimum [°C] | 16,8              | 16,5              | 18,0              | 20,5              | 23,4              | 25,3              | 26,1              | 26,7              | 25,1              | 23,8              | 20,5              | 17,6              | 21,7              |
| Nejnižší teplota [°C]       | 11,0              | 11,3              | 12,0              | 13,5              | 16,2              | 18,0              | 16,5              | 19,7              | 20,5              | 18,8              | 15,5              | 12,0              | 11,0              |
| Průměrné srážky [mm]        | 0,6               | 0,0               | 0,0               | 0,5               | 1,2               | 0,0               | 0,2               | 0,0               | 0,0               | 3,2               | 17,9              | 4,2               | 27,8              |
| Dní s deštěm                | 0,1               | 0,0               | 0,0               | 0,1               | 0,1               | 0,0               | 0,1               | 0,0               | 0,0               | 0,2               | 1,4               | 0,7               | 2,7               |
| [zdroj?]                    |                   |                   |                   |                   |                   |                   |                   |                   |                   |                   |                   |                   |                   |